# 瓦龙 (记者)
瓦龙（羅馬化：Wa Lone，1986年—），路透社驻多伦多记者（前路透社缅甸特约记者）。2017年12月12日，与同事觉梭乌因揭露因丁大屠杀真相被当局诱捕。案件旋即获国际社会关注，两人于2018年获得多个国际奖项，包括《时代杂志》2018年年度风云人物、2019年联合国教科文组织吉列尔莫·卡诺世界新闻自由奖、普利策国际报道奖，同时也一直是国际特赦组织、美国笔会和无国界记者等人权组织声援的对象。
2019年5月7日，两人获总统特赦。

## 早年
瓦龙生于缅甸曼德勒北部瑞波县金比村的一个水稻种植户家庭。2004年前后，来到毛淡棉投靠身为僧侣的叔叔，负责寺庙的清洁及饮食。2010年与哥哥到仰光开照相馆，也活跃于志愿服务及慈善事业。
其后担任《人民时代》周报等地方报社的记者，2014年加入《缅甸时报》，2016年进入路透社。长期报道军政府治下缅甸的内部冲突，也报道了2015年诺贝尔和平奖得主昂山素季历史性参与选举，2017年报道知名政治人物哥尼遇害案。2017年，瓦龙和觉梭乌报道上千名罗兴亚难民在军方镇压后，从缅甸逃往孟加拉。

## 被捕

### 因丁大屠杀报道
2017年8月下旬，位于若开邦因丁村的罗兴亚人村庄遭纵火，大批村民逃亡山中躲避。9月1日，10名前往海滩寻找食物罗兴亚族男子被全副武装的士兵和准军方人员扣押，次日遭射杀，埋于万人坑。觉梭乌和瓦龙之后前往因丁调查万人坑，采访佛教徒村民及安全人员，获得屠杀事件的证词及照片证据。

### 警方行动
2017年12月12日，缅甸警察邀请觉梭乌和瓦龙到仰光一家餐厅吃晚饭，趁机逮捕了两人。据两人后来亿述，当时他们向警察展示了对方从未见过的文件，旋即遭到逮捕。警方在召开记者会时，未提及餐厅的事情，声称两位记者在仰光郊区被捕。两人被控违反殖民地时期的《官方保密法》中有关持有机密文件的规定，若被定罪将可能面临14年监禁。
路透社其后发表声明，表示两人被捕前曾前去调查在因丁村发现的万人坑，要求当局立即释放两人。2018年2月8日两人案件的最后一场听证会结束后，路透社公布了两人调查发现的所有证据。

### 诱捕

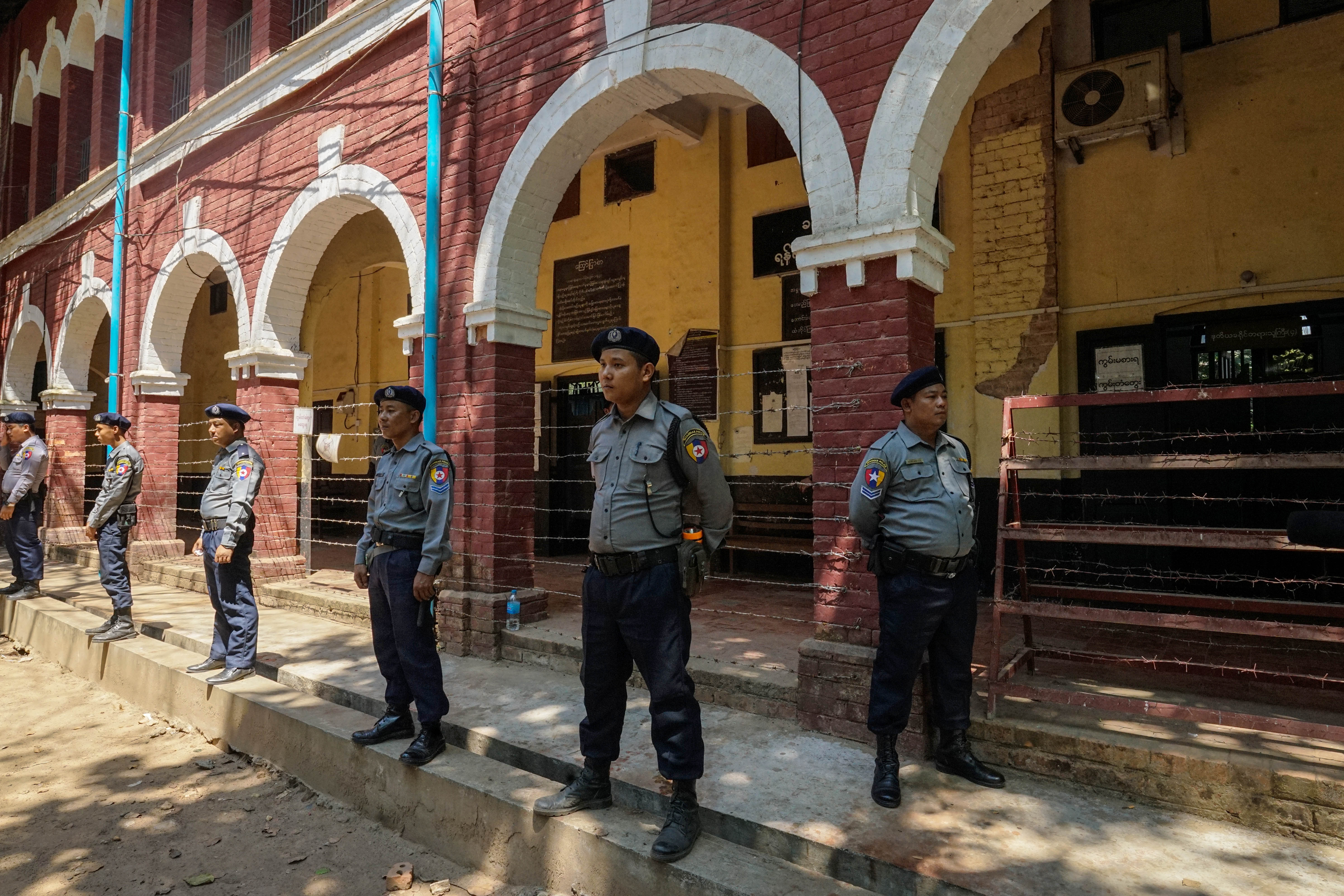
庭审当天，缅甸警方在法庭外戒备

两名记者被捕当天，缅甸警察队长莫扬南因违反《警察纪律法》被捕。4月20日的首场聆讯中，莫扬南作为检方传唤的目击证人出庭作证。据他透露，上级命令他和一名同事安排两位记者在餐厅见面，向他们提供所谓的“机密文件”，籍此诱捕两人。这位上级还威胁两人，说不听命令就会被关监狱。
警方发言人后来认为莫扬南的发言受个人情绪影响，所作证词不足以采信。4月21日，莫扬南的家人被驱逐出警方宿舍。4月29日，莫扬南因被反《警察纪律法》获刑1年。
2018年5月2日，法官裁定莫扬南证词可信，要求检方将他归类为不利证人。一周后的5月9日，莫扬南按要求继续在庭上作证，指警察准将钦郭郭策划了整个诱捕行动，又指对方威胁他和同事，说如果不能“把瓦龙抓回来”，就会抓他们。在证词中，莫扬南告诉监督司法程序的法官：“我知道警察准将钦郭郭指使警察准下士南林把我们在前线活动的文件给瓦龙，以此逮捕他。”警方发言人后来表示准将钦郭郭“没有理由做这样的事情”，准下士南林也否认自己有收到这样的命令。

### 庭审
2018年7月9日，经过六个月的初步聆讯，法庭正式指控两名记者获取机密国家文件，违反《官方机密法》，将案件移交审判。两人表示不认罪，发誓作证，以此证明自己的无辜。
9月3日，法庭裁定两名记者罪名成立，判刑7年。

### 国际回应
国际社会纷纷谴责判决结果。美国驻缅甸大使斯科特·马西尔认为判决结果“令人深感不安”。英国大使丹·楚格（Dan Chugg）表示英国和欧盟“极度失望”，认为法官“无视证据和缅甸的法律”。
国务资政昂山素季为法庭判决辩护：“我们相信法治。他们拥有上诉的权利，可以指出判决结果的错误之处，如果他们认为法庭的判决是错误的。”

### 上诉
2018年11月5日，两名记者的律师发起上诉，认为法庭忽视了证明警方栽赃，严重违反正当程序可信证据，检方未能证明案中的任何关键元素。法庭没有遵照缅甸法律的规定，将举证责任从检方转移至两名记者。上诉庭审原计划于12月24日举行，但在1月11日被驳回。
2019年2月1日，记者向缅甸最高法院上诉。案件聆讯3月25日举行。4月23日，上诉再度被驳回。
国际特赦组织、美国笔会和无国界记者等团体代表两名记者发出呼吁。国际特赦组织认为当局逮捕两位记者，是想平息调查军方人员在若开邦对罗兴亚人实施暴力犯罪的行动，震慑其他有同等举动的记者同行。

### 特赦
2019年5月7日，缅甸总统温敏签署特赦令，两人在被扣押500天后获释。阿拉·达兹和艾瑪·阿拉穆丁力促两人获释。

## 奖项
瓦龙曾获以下国际奖项：
- 2016年：亚洲出版业协会杰出编辑奖 - 杰出突发新闻报道荣誉奖（与Mratt Kyaw Thu、Zarni Phyo、Guy Dinmore和Yola Verbruggen）[49]
- 2017年：亚洲出版业协会杰出编辑奖 - 杰出突发新闻报道荣誉奖（与Simon Lewis、Yimou Lee、Antoni Slodkowski和Michelle Nichols）[50]
- 2018年：亚洲出版业协会杰出编辑奖 - 公共事务新闻奖（与Antoni Slodkowski、Simon Lewis、Krishna N. Das、Andrew R.C. Marshall、Shoon Naing、Weiyi Cai和Simon Scarr）

以下奖项均与瓦龙共同获得：
- 2018年：时代年度风云人物“真相守卫者”<[5]
- 2018年：英国新闻奖年度外交事务报道奖和年度国际调查奖[51][52]
- 2018年：伦敦外国记者协会（Foreign Press Association）媒体奖年度记者[53]
- 2018年：美国笔会与埃德温·贝贝慈善信托（Edwin Barbey Charitable Trust）自由写作奖（Freedom to Write）[54]
- 2018年：亚洲协会奥斯本·艾略特（Osborn Eillot）杰出记者奖[55][56]
- 2018年：同一个世界媒体奖（One World Media Awards）年度国际记者[57]
- 2018年：西北大学詹姆斯·弗利·梅迪尔（James Foley Medill Medal）新闻业勇气奖章[58]
- 2018年：调查记者和编辑协会（英语：Investigative Reporters and Editors）唐·鲍尔斯（英语：Don Bolles）奖章[59]
- 2018年：国家记者俱乐部 (美国)与新闻研究院（Journalism Institute）奥布雄新闻自由奖（Aubuchon Press Freedom Award）[60][61]
- 2019年：联合国教科文组织吉列尔莫·卡诺世界新闻自由奖[62]
- 2019年：普利策国际报道奖[63]

## 儿童读物
瓦龙曾创作多本儿童读物，均以英语和缅甸语出版。2015年，他创作《园丁》（The Gardener）一书，推动宽容、和谐、温暖社会环境的建立。
在永盛监狱关押期间，瓦龙创作儿童读物《记者杰杰》（Jay Jay the Journalist），讲述一位好奇心极强的男孩子不懈寻找村庄的植物和动物凋亡真相的过程，借此“鼓励孩子们学习批判性思维，并向他们介绍记者一职”。“第三故事计划”的主任Ei Pwint Rhi Zan受委托负责该书的发行，该组织以向缅甸弱势儿童制作和分发免费书籍为使命，于2014年7月在瓦龙的协助下成立。《杰杰》系列的第二部作品设有一位强大的女主角，目前正在创作中。

## 家庭
瓦龙服刑时，妻子班埃孟成了他和外部世界沟通的中介。两人的首个孩子于2018年8月出生。她和觉梭乌的妻子漆苏温自丈夫被捕之时起，频繁受到骚扰。